# AIM-54 Phoenix
Pour les articles homonymes, voir Phoenix.

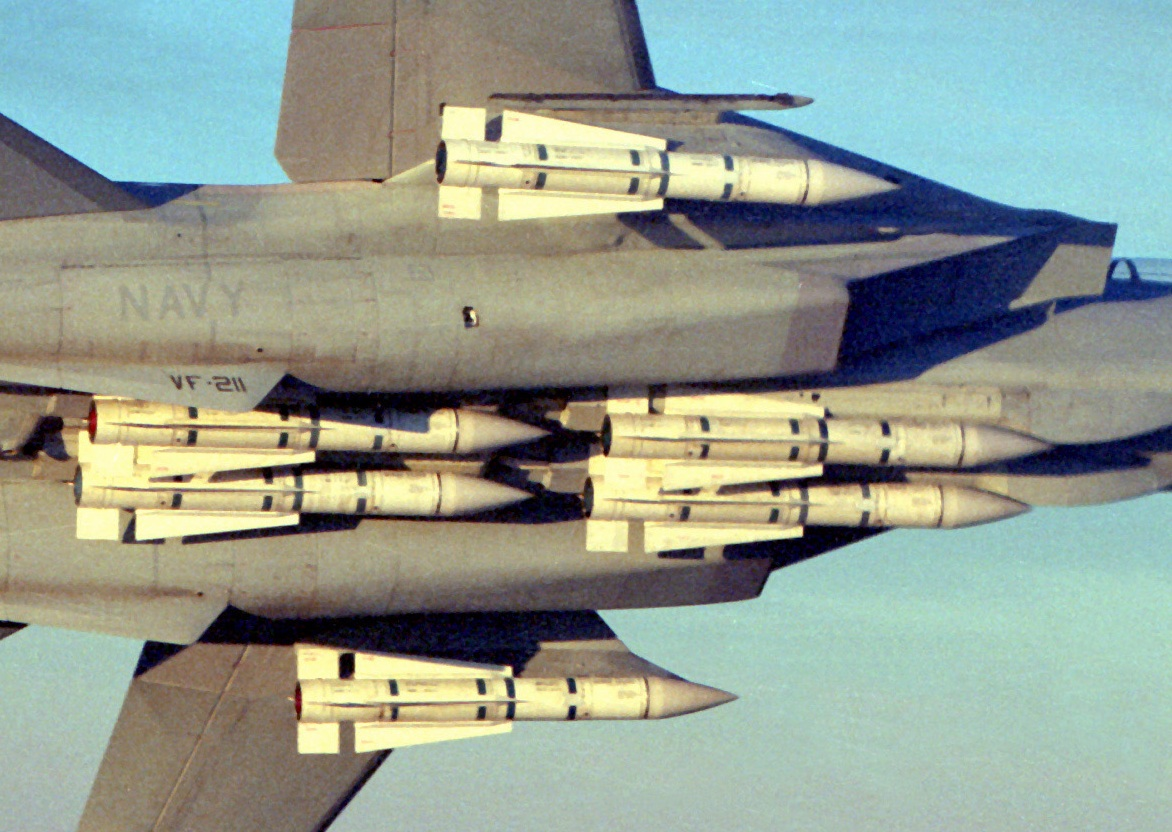
F14 armé d'AIM-54A, 1989. En configuration maximale, l'avion peut emporter six de ces armes, auxquelles s'ajoutent deux missiles à courte portée Sidewinder.

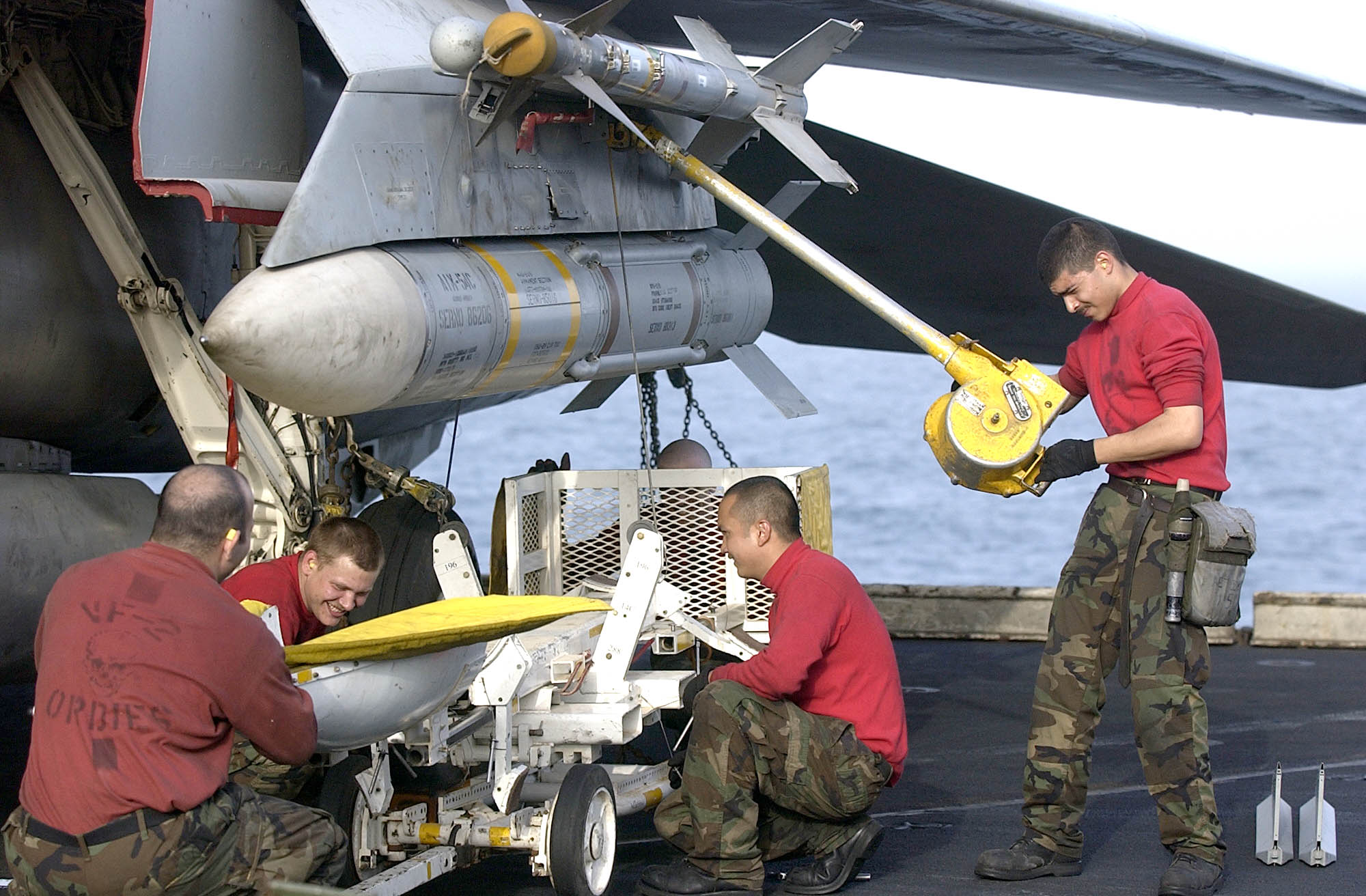
Installation d'un AIM-54C sous un F-14D. Ses plans stabilisateurs centraux ne sont pas encore fixés.

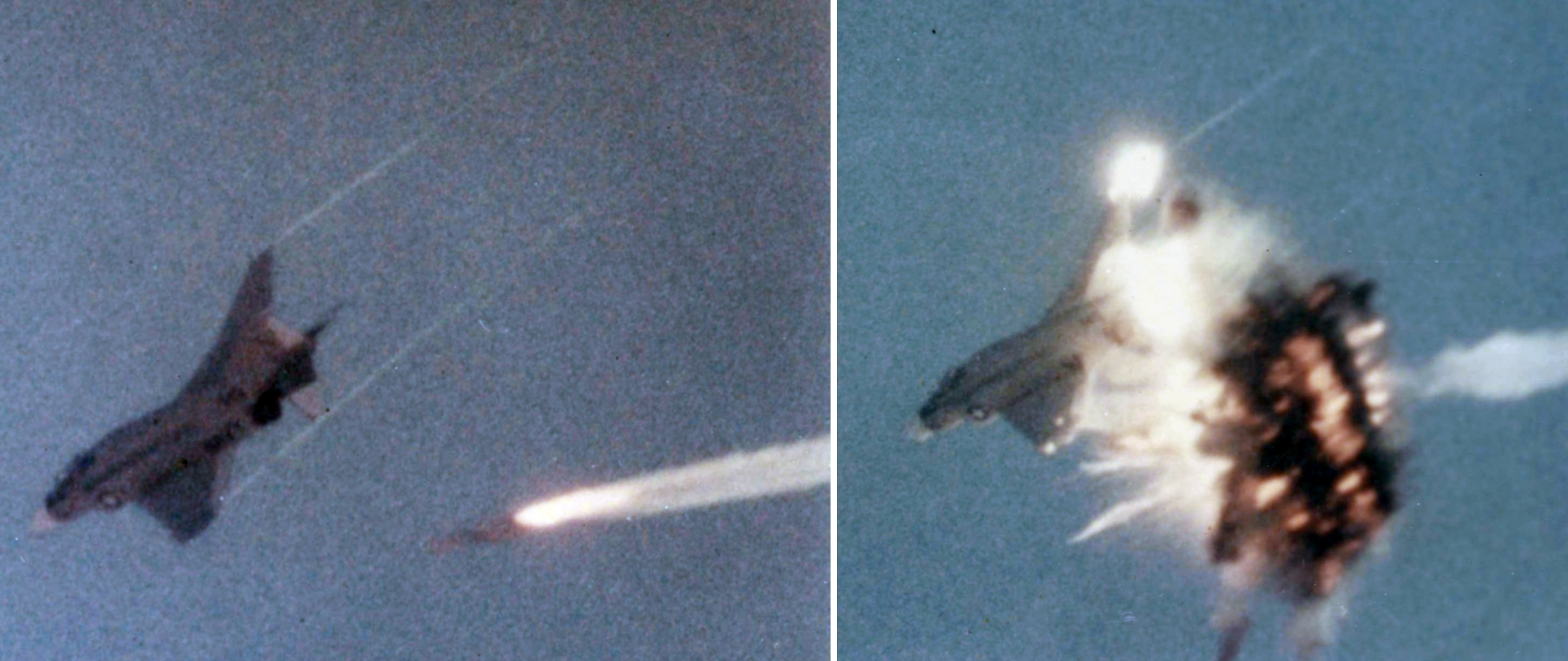
Destruction d'une cible QF-4 Phamtom II par un AIM-54 Phoenix.

L'AIM-54 Phoenix est un missile air-air à longue portée construit par les États-Unis. Initialement prévu pour armer le F-111B, il a finalement équipé les F-14 Tomcat qui ont été les seuls appareils à l'emporter : aux États-Unis, le Phoenix a été retiré du service deux ans avant l'avion. Tout comme le F-14 Tomcat, ce missile a été exporté en Iran.

## Histoire
Le Phoenix a été développé au début des années 1970 par Hughes Aircraft, sous le nom d'AAM-N-11, initialement afin d'équiper le F-111B, sur la base du Hughes GAR-9 renommé par la suite AIM-47 Falcon. À la suite de l'abandon du projet du F-111B, il a été adapté à son remplaçant, le F-14 Tomcat. Son évaluation technique (TECHEVAL) s'est terminée en 1973, il est entré en service en 1974 et a été déclaré opérationnel en novembre de la même année. 2 505 missiles AIM-54A seront produits jusqu'au 18 novembre 1980 et environ 240 livrés à la Force aérienne iranienne. 61 AIM-54B sont construits.
La version AIM-54C est livrée à l’US Navy à partir de 27 avril 1981, elle rentre en service actif en 1952 et la production de missiles AIM-54C se termine en 1993 avec environ 200 missiles construits. Au total, plus de 5 000 Phoenix de tous types et variantes ont été produits.
Le dernier Phoenix a été tiré lors d'un entraînement le 15 juillet 2004. 
Ce missile n'a pas eu de succès en combat avec l'United States Navy, par contre les Iraniens en ont tiré avec succès contre des appareils irakiens lors d'escarmouches précédant la guerre Iran-Irak et lors de celle-ci.
Un programme lancé en 1985, le AIM-152 AAAM (en) devait lui succéder mais il est annulé en 1992.

## Missions
L'AIM-54 est conçu pour intercepter à très longue distance des formations d'appareils, des missiles de croisière, ou de gros avions. Il n'est pas du tout prévu pour le combat aérien rapproché.

## Systèmes
Une des caractéristiques les plus marquantes de ce missile est sa taille. Avec près de 4 m de long pour une masse de 460 kg, c'est le plus gros missile air-air produit aux États-Unis. Cette taille est due aux objectifs ambitieux de cette arme : aller vite et loin.

### Propulsion
Afin d'atteindre 184 km de portée à la vitesse maximum de 4 800 km/h, l'AIM-54 est équipé d'un moteur-fusée à carburant solide Mk47 MOD1.

### Guidage
Le missile se guide dans la première partie de son trajet en repérant la réflexion des ondes émises par le radar AN/AWG-9 du F-14 sur sa cible (guidage semi-actif). Il grimpe alors à 100 000 pieds (environ 30 000 m) d'altitude et frôle Mach 5. Une fois ces altitude et vitesse atteintes, il plonge sur sa cible en activant son propre radar pour l'approche finale (guidage actif).
Le dispositif de détection de cibles DSU-28/B pour le AIM-54C est construit par Motorola.

### Contrôle et système d'armes
L'AIM-54 n'est qu'une partie du système d'armes AN/AWG-9 embarqué sur le F-14. Il est possible de lancer presque simultanément 6 missiles sur autant de cibles illuminées par le vecteur lanceur. Le contrôle du vol du missile est assuré par les quatre ailerons de l'empennage cruciforme. Jusqu'à 4 armes peuvent être emportées sous le fuselage, sous les pylônes semi-conformes LAU-93, et deux de plus sous les ailes, sur les pylônes LAU-132.

### Charge militaire
L'AIM-54 Phoenix est équipé d'une ogive contenant 60 kg d'explosif de haute puissance, et équipé d'une fusée de mise à feu de proximité, la FSU-10/A a partir de 1977 qui à la suite de problèmes de qualité lors de la fabrication à contraint l'US Navy à stocker plusieurs centaines de missiles en 1988 le temps qu'un nouveau fabriquant en fabrique aux normes. Cette charge est suffisante pour abattre plusieurs appareils de petite taille (chasseurs) volant en formation, ou de gros avions (AWACS, bombardiers, ravitailleurs, poste de commandement volant…)

## Versions
- AAM-N-11 : Version initiale développée pour la variante embarquée du F-111. Abandonnée en même temps que le F-111B.
- AIM-54A : Première version embarquée sur le F-14A. Prévue pour un rayon d'action de 111 km, celui-ci fut largement dépassé.
- AIM-54B : Version plus simple à produire et à maintenir de l'AIM-54A, n'entra jamais en service
- AIM-54C : Dernière version produite par Hughes Aircraft. L'électronique analogique du début a laissé la place à des systèmes numériques. La plupart des caractéristiques ont été améliorées, y compris les capacités de contre contre-mesures électroniques (ECCM). La charge militaire a été remplacée par une charge à fragmentation afin d'augmenter sa létalité.
- AIM-54C+ « High Power Phoenix » : Version améliorée destinée au F-14D. Non produite.

L'Iran aurait développé et produit une version améliorée en petit nombre.

## En opération avec l'US Navy
Si ce missile est une grande réussite technologique, il est gros, cher, difficile à maintenir et la mission pour laquelle il a été construit (la protection de la flotte américaine) ne s'est jamais présentée. Lors du seul conflit majeur durant lequel il a été engagé, la guerre du Golfe en 1991, la mission de supériorité aérienne a été confiée au McDonnell Douglas F-15 Eagle de l'US Air Force. Trois Phoenix ont cependant été tirés au combat par l'US Navy, deux le 5 janvier 1999 contre des MiG-25 irakiens, puis un autre le 9 septembre suivant contre un MiG-23 de la même nationalité. Tous ces tirs ont échoué. Dans le premier cas, les missiles n'avaient pas été armés correctement avant le décollage, et lors du tir, leur moteur ne s'est pas allumé. Dans le second, le MiG-23 a changé de direction et a accéléré, se mettant hors de portée du missile. 
Au cours des entraînements, des valeurs de portée suivantes ont été obtenues :
- Plus courte distance d'engagement : 7,5 km
- Distance d'engagement opérationnelle : de 20 à 70 km
- Distance maximum d'engagement : 140 km (voir ci-dessous)

## En opération en Iran
L'État impérial d'Iran a commandé 714 AIM-54 pour armer 80 F-14, 240 missiles et 79 avions sont livrés avant la rupture des relations due à la Révolution Islamique de 1979.
Les techniciens américains affirment avoir saboté les missiles qui étaient sur le départ. Cependant, il semble que les Iraniens aient pu contourner ce problème. Les dégâts dus à ces sabotages n'ont abîmé qu'un petit nombre d'appareils avant que les techniciens iraniens ne réparent les missiles. Certaines sources estiment qu'il était impossible pour les Iraniens de se servir de ces armes une fois les ingénieurs de Hughes Aircraft partis. Les mêmes affirment que les Iraniens ne se sont servis des F-14 que comme AWACS. Si cette dernière affirmation est probablement vraie, en raison des performances extraordinaires du radar AN/AWG-9 qu'ils embarquaient, il semble que les Iraniens aient bien engagé en combat des F-14 équipés d'AIM-54 avant le déclenchement officiel de la guerre Iran-Irak.

### Contre l'Irak
Le premier tir d'un Phoenix en opération a lieu le 9 septembre 1980.
Le 20 novembre 1982 un MiG-21 et deux MiG-23 irakiens furent abattus à l'aide de deux AIM-54 et deux AIM-7 Sparrow.
Le 20 janvier 1987 le Brig. General Hekmat Abdul-Qadr, de l'armée de l'Air Irakienne, fut abattu alors que sa formation de Mirage F1 fut attirée dans un piège par un F-4 Phantom iranien. Après l'explosion de son avion, son ailier aurait crié à ses équipiers « F-14 !!! Fuyez !!! Fuyez !!! » d'après une station d'écoute iranienne.
Fin 1987, l'Union soviétique livra des MiG-25BM de lutte antiradar à l'Irak mais, le 11 novembre, un de ceux-ci fut endommagé par un AIM-54 à l'altitude de 21 000 mètres. En raison d'une avarie de la charge militaire, le Phoenix n'a pas explosé mais a brisé une partie de l'aile du MiG-25, le forçant à rentrer précipitamment à sa base.
Le 19 mars 1988, l'Irak lança une vaste offensive sur le terminal pétrolier de Kharg. La première puis la seconde vague de bombardiers lourds Tupolev Tu-22B passent sans encombre. À la troisième, les F-14 étaient là... Un navire de l'US Navy présent sur la zone a repéré plusieurs tirs d'AIM-54 et vu tomber trois Tu-22B et un MiG-25RB[réf. nécessaire].
Vers la fin du conflit Iran-Irak, la France livra de nouveaux Mirage F1 EQ-5 et 6, équipés de contremesures électroniques du plus haut niveau. Les F-14 n'arrivaient plus à les engager avec leurs Phoenix. Le 19 juillet 1988[réf. nécessaire], quatre Mirage F1 EQ-6 revendiquèrent la destruction de deux F-14 sans perte de leur côté. Les sources sont contradictoires mais en 2020, on estime qu'au moins quatre Tomcat sont abattus et un autre endommagé par des missiles Matra R530F.

### Problèmes d'approvisionnement
Le missile ayant été utilisé en grand nombre durant la guerre Iran-Irak, le stock est tombé à 50 armes à la fin de 1987. Il fut temporairement retiré du service par manque de pièces détachées, notamment de batteries introuvables en dehors des États-Unis. Par des voies clandestines, les militaires iraniens réussirent à s'en procurer au coût de 10 000 USD. À la suite de cette expérience, un vaste programme de production locale de ces pièces a été démarré, incluant aussi des pièces détachées pour les F-14, les F-4, etc. Une version améliorée du Phoenix a été développée sous le nom de Fakour-90. L'Iran revendique l'utilisation d'un meilleur système de guidage, d'une portée et d'une vitesse améliorées.

## Guerre du Golfe
Lors de la guerre du Golfe, très peu d'engagements ont eu lieu entre F-14 américains et avions irakiens, ces derniers ayant appris à reconnaître le F-14 à son radar, et à éviter le combat.

## Culture populaire
L'AIM-54 Phoenix est visible dans l'album Tout Buck Danny no 13 : Alerte nucléaire,ainsi que dans la trilogie "Mission Apocalypse,Les pilotes de l'enfer et Le feu du ciel",où le Phoenix joue un rôle décisif pour intercepter les F-14 Tomcat pirates.
L'AIM-54 Phoenix apparaît également dans l'album Tonnerre sur la cordillère, où deux F-104 sont abattus par ces missiles tirés par une patrouille de F-14 du porte-avions Dwight D. Eisenhower.